# Problepsis shirozui
Problepsis shirozui är en fjärilsart som beskrevs av Inoue 1986. Problepsis shirozui ingår i släktet Problepsis och familjen mätare. Inga underarter finns listade i Catalogue of Life.